# Oospila symmicta
Oospila symmicta är en fjärilsart som beskrevs av Louis Beethoven Prout 1933. Oospila symmicta ingår i släktet Oospila och familjen mätare. Inga underarter finns listade i Catalogue of Life.